# Campeonato Mundial de Lucha de 2003
El LV Campeonato Mundial de Lucha se realizó en dos sedes diferentes: las competiciones de lucha grecorromana en la localidad de Créteil (Francia) entre el 1 y el 2 de octubre y las de lucha libre masculina y femenina en Nueva York (USA) entre el 12 y el 15 de septiembre de 2003. Fue organizado por la Federación Internacional de Luchas Asociadas (FILA) y las correspondientes federaciones nacionales de los países sedes respectivos.

## Resultados

### Lucha grecorromana masculina
| Evento | Oro                         | Plata                           | Bronce                           |
| ------ | --------------------------- | ------------------------------- | -------------------------------- |
| 55 kg  | Dariusz Jabłoński · Polonia | Im Dae-Won Corea del Sur        | Lázaro Rivas Scull · Cuba        |
| 60 kg  | Armen Nazarian Bulgaria     | Roberto Monzón González · Cuba  | Eusebiu Diaconu · Rumania        |
| 66 kg  | Manuchar Kvirkvelia Georgia | Armen Vardanian · Ucrania       | Levente Füredy · Hungría         |
| 74 kg  | Alexei Glushkov · Rusia     | Konstantin Schneider · Alemania | Kim Jin-Soo Corea del Sur        |
| 84 kg  | Gocha Tsitsiashvili Israel  | Ara Abrahamian · Suecia         | Attila Bátky · Eslovaquia        |
| 96 kg  | Martin Lidberg · Suecia     | Karam Gaber · Egipto            | Ramaz Nozadze Georgia            |
| 120 kg | Jasan Baroyev · Rusia       | Mihály Deák-Bárdos · Hungría    | Gueorgui Tsurtsumia · Kazajistán |

### Lucha libre masculina
| Evento | Oro                         | Plata                          | Bronce                        |
| ------ | --------------------------- | ------------------------------ | ----------------------------- |
| 55 kg  | Dilshod Mansurov Uzbekistán | Ghenadie Tulbea Moldavia       | Olexandr Zajaruk · Ucrania    |
| 60 kg  | Arif Abdullayev Azerbaiyán  | Yandro Quintana Ribalta · Cuba | Song Jae-Myung Corea del Sur  |
| 66 kg  | Irbek Farniyev · Rusia      | Serafim Barzakov Bulgaria      | Kazuhiko Ikematsu Japón       |
| 74 kg  | Buvaisar Saitiyev · Rusia   | Murad Gaidarov · Bielorrusia   | Guennadi Laliyev · Kazajistán |
| 84 kg  | Sazhid Sazhidov · Rusia     | Cael Sanderson Estados Unidos  | Revaz Mindorashvili Georgia   |
| 96 kg  | Eldar Kurtanidze Georgia    | Alireza Heidari Irán           | Krasimir Kochev Bulgaria      |
| 120 kg | Artur Taymazov Uzbekistán   | Kerry McCoy Estados Unidos     | Alireza Rezaei Irán           |

### Lucha libre femenina
| Evento | Oro                           | Plata                             | Bronce                       |
| ------ | ----------------------------- | --------------------------------- | ---------------------------- |
| 48 kg  | Iryna Merleni · Ucrania       | Patricia Miranda Estados Unidos   | Li Hui China                 |
| 51 kg  | Chiharu Icho Japón            | Natalia Karamchakova · Rusia      | Jennifer Wong Estados Unidos |
| 55 kg  | Saori Yoshida Japón           | Tina George Estados Unidos        | Natalia Golts · Rusia        |
| 59 kg  | Seiko Yamamoto Japón          | Natalia Ivashko · Rusia           | Sally Roberts Estados Unidos |
| 63 kg  | Kaori Icho Japón              | Sara McMann Estados Unidos        | Viola Yanik · Canadá         |
| 67 kg  | Kristie Marano Estados Unidos | Ewelina Pruszko · Polonia         | Svetlana Martinenko · Rusia  |
| 72 kg  | Kyoko Hamaguchi Japón         | Toccara Montgomery Estados Unidos | Wang Xu China                |

## Medallero
| Núm. | País           | Oro | Plata | Bronce | Total |
| ---- | -------------- | --- | ----- | ------ | ----- |
| 1    | Rusia          | 5   | 2     | 2      | 9     |
| 2    | Japón          | 5   | 0     | 1      | 6     |
| 3    | Georgia        | 2   | 0     | 2      | 4     |
| 4    | Uzbekistán     | 2   | 0     | 0      | 2     |
| 5    | Estados Unidos | 1   | 6     | 2      | 9     |
| 6    | Bulgaria       | 1   | 1     | 1      | 3     |
| 6    | Ucrania        | 1   | 1     | 1      | 3     |
| 8    | Polonia        | 1   | 1     | 0      | 2     |
| 8    | Suecia         | 1   | 1     | 0      | 2     |
| 10   | Azerbaiyán     | 1   | 0     | 0      | 1     |
| 10   | Israel         | 1   | 0     | 0      | 1     |
| 12   | Cuba           | 0   | 2     | 1      | 3     |
| 13   | Corea del Sur  | 0   | 1     | 2      | 3     |
| 14   | Hungría        | 0   | 1     | 1      | 2     |
| 14   | Irán           | 0   | 1     | 1      | 2     |
| 16   | Alemania       | 0   | 1     | 0      | 1     |
| 16   | Bielorrusia    | 0   | 1     | 0      | 1     |
| 16   | Egipto         | 0   | 1     | 0      | 1     |
| 16   | Moldavia       | 0   | 1     | 0      | 1     |
| 20   | China          | 0   | 0     | 2      | 2     |
| 20   | Kazajistán     | 0   | 0     | 2      | 2     |
| 22   | Canadá         | 0   | 0     | 1      | 1     |
| 22   | Eslovaquia     | 0   | 0     | 1      | 1     |
| 22   | Rumania        | 0   | 0     | 1      | 1     |
|      | TOTAL          | 21  | 21    | 21     | 63    |